# Juan Jiménez Martín

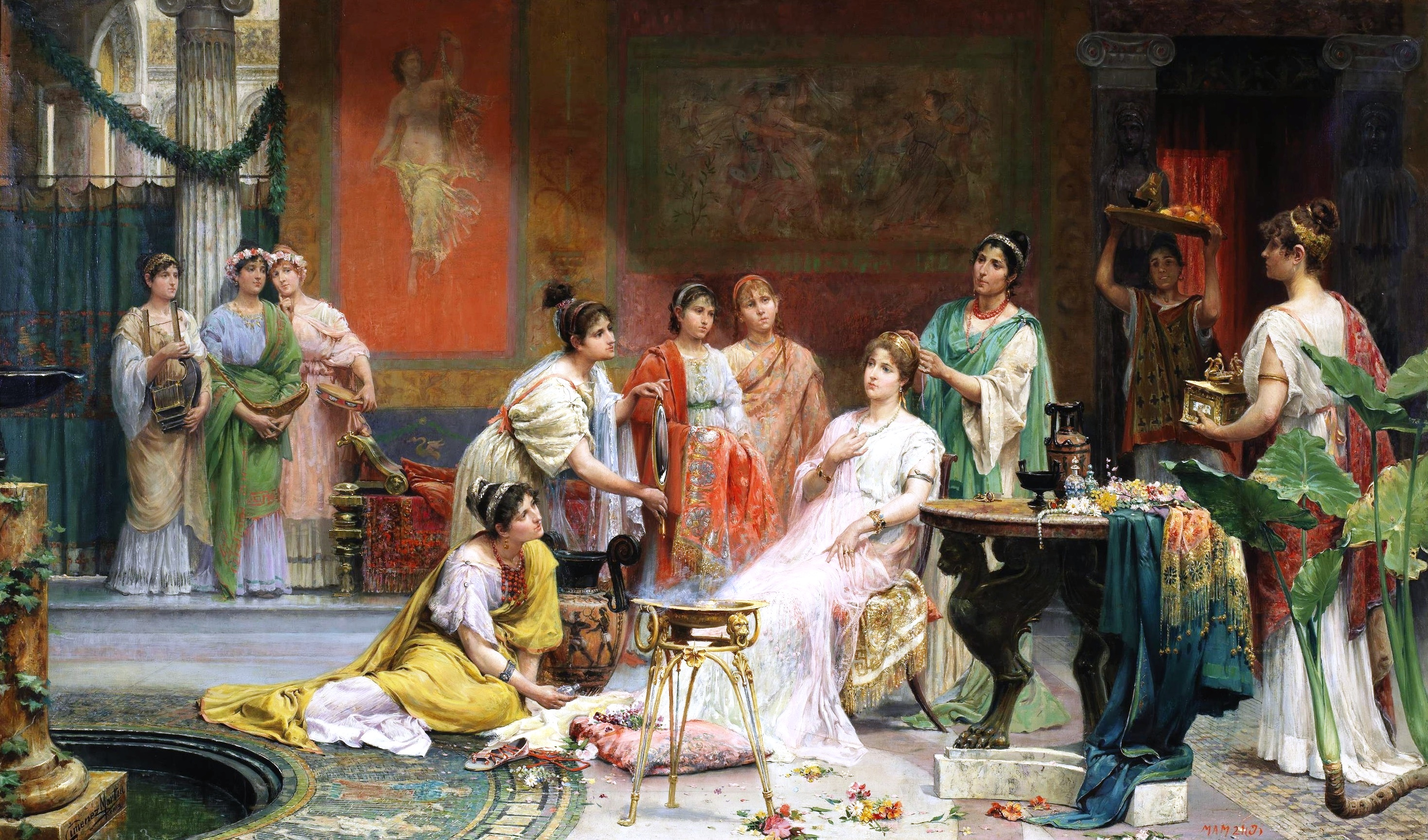
Toaleta rzymskiej matrony (1895)

Juan Jiménez Martín – hiszpański malarz pochodzący z prowincji Ávila.
Studiował malarstwo w Królewskiej Akademii Sztuk Pięknych św. Ferdynanda w Madrycie, gdzie był uczniem artystów takich jak Federico Madrazo, Carlos Luis de Ribera y Fieve i Carlos de Haes. W latach 1882-86 przebywał na stypendium w Rzymie, gdzie poznał malarza Marià Fortuny i pod jego wpływem zainteresował się tematyką orientalną. Odwiedził Florencję, Wenecję i Neapol, gdzie namalował liczne pejzaże.
Otrzymał liczne nagrody i wyróżnienia, m.in. III medal na Krajowej Wystawie Sztuk Pięknych za obraz La Catedral de Ávila w 1901 roku.

## Wybrane dzieła
- En la huerta
- Tocador de un dama romana
- Baile de máscaras
- Dama leyendo una carta
- Doña Jimena Blázquez
- Estudio del Natural
- La despedida
- Señora socorriendo a su hijo en la playa
- La presentación de Rinconete y Cortadillo a Manipondio